# U-Bahnhof Rensingstraße
Der U-Bahnhof Rensingstraße ist eine U-Bahn-Station im Norden von Bochum-Riemke, die an dem von der U 35 der Bochum-Gelsenkirchener Straßenbahnen AG bedienten Abschnitt zwischen U-Bahnhof Bochum Hauptbahnhof und U-Bahnhof Schloß Strünkede liegt. Der Ausgang liegt an der Kreuzung von Herner Straße und Rensingstraße. Sie wurde am 2. September 1989 eröffnet. 
Nördlich der Station liegt die Stadtgrenze zwischen Bochum und Herne.
Die Länge des Rohbaus betrug 882 Meter. Die Verteilerebene des Bahnhofs wurde in der Deckelbauweise errichtet, die anderen Abschnitte des Bahnhofs ausschließlich bergmännisch.
Der Bochumer Architekt Reiner Nüsslein (1933–2011) schuf die Installationen „Verwerfungen“ und „Kristalle“. Durch die Wände, Decken und den Boden der Verteilerebene erstreckt sich ein Riss der eine Verwerfung darstellen soll. Die hellblauen Steinzeugplatten zwischen den braunen Klinkersteinen sollen Kristalle symbolisieren. Schwarze dunkle Adern in den Tunnelröhren sollen an Kohleflöze erinnern.
Am 22. Oktober 2020 ereignete sich hier ein Kabelbrand im unteren Bereich der Treppenanlage.

## Bedienung ÖPNV
| Linie | Verlauf / Anmerkungen | Takt (Mo–Fr) |
| ----- | --- | ------------ |
| U 35  | U Herne, Schloß Strünkede – U Herne Bf – U Herne Mitte – U Archäologie-Museum/Kreuzkirche – U Hölkeskampring – U Herne, Berninghausstraße – U Bochum, Rensingstraße – U Riemke Markt – U Zeche Constantin – U Feldsieper Straße – U Deutsches Bergbau-Museum – U Bochum Rathaus (Nord) – U Bochum Hbf – U Oskar-Hoffmann-Straße – U Waldring – Wasserstraße – Brenscheder Straße – Markstraße – Gesundheitscampus – Ruhr-Universität – Lennershof BO – Bochum Hustadt (TQ) Die Linie U 35 heißt auch „CampusLinie“ | 10 min       |

Es besteht Anschluss an die Buslinien 354 und 385.
| Linie | Verlauf | Takt (Mo–Fr) |
| ----- | --- | ------------ |
| 354   | (Bochum-Riemke, Zillertal – Rensingstraße ) / Keplerweg – Riemke Markt – Planetarium – Bochum Hbf – Oskar-Hoffmann-Str. – Haupteingang Bergmannsheil – Weitmar – Sundern                                               | 30 min       |
| 385   | Gelsenkirchen Hbf – Gelsenkirchen-Neustadt – Ückendorf – Herne-Röhlinghausen Markt – Eickel Kirche – Bochum-Hofstede, Hannibal Einkaufszentrum – Riemke Markt – (Rensingstraße – Bochum-Riemke, Zillertal) / Keplerweg | 30 min       |